# هونوريو ألاركون
هونوريو ألاركون (بالإسبانية: Honorio Alarcón)‏ هو عازف بيانو كولومبي، ولد في 1859 في سانتا مارتا في كولومبيا، وتوفي في 19 مايو 1920 في بوغوتا في كولومبيا.